# Terra Gêmea
O experimento mental Terra Gêmea ("Twin Earth" no original em inglês) é um cenário apresentado pelo filósofo americano Hilary Putnam em 1973 no seu artigo "Meaning and Reference" e mais uma vez em 1975 no artigo "The Meaning of 'Meaning'". O experimento é um dos primeiros argumentos em favor do externalismo semântico, a tese segundo a qual a extensão (ou referência, ou denotação) de um termo não é determinada inteiramente pelos estados psicológicos do locutor. O argumento foi seguido por uma série de experimentos semelhantes criados por autores como Tyler Burge.

## O experimento
O experimento consiste basicamente no seguinte: um planeta chamado de "Terra Gêmea" é um mundo extremamente semelhante ao nosso, a não ser por alguns elementos diferentes, dentre os quais o mais explorado no experimento é o fato daquilo lá denominado de "água" ser um líquido em tudo similar a água, mas que não é H2O, e sim um aglomerado complexo de elementos que o autor resume pela sigla de 'XYZ'. O exemplo segue com a suposição de que uma nave da Terra chega a Terra Gêmea, e, apesar de num primeiro momento acreditar que lá há água, os astronautas vão acabar reportando a seguinte mensagem: 'Na Terra Gêmea a palavra "água" significa XYZ'. 
O ponto está em mostrar que o significado de "água" aqui é distinto do significado que o termo possui na Terra Gêmea, e isso mesmo se não soubéssemos que água é H2O (Putnam cria um sub-experimento onde tudo se passa em 1750, antes da descoberta do desenvolvimento da química). O significado dos termos não está na cabeça. Essa é a tese do autor, demonstrada de modo ainda mais claro no desenvolvimento seguinte do experimento: Oscar1 (terráqueo) e Oscar2 (sua cópia gêmea) podem ter os exatos mesmos pensamentos (estar no mesmo estado psicológico) e, ainda assim, simplesmente por viverem em ambientes diferentes, cujas diferenças eles não seriam capazes de perceber de qualquer forma que seja (os Oscars não são cientistas que dispõem de informações o bastante pra distinguir água de água gêmea), significam coisas diferentes ao dizer "água".
Putnam conclui que o significado é determinado por duas condições: 1) a divisão do trabalho lingüístico 2) a Indexicalidade dos termos naturais. Grosseiramente o que Putnam quer dizer por isso é que o sujeito defere o significado de seus termos à sua comunidade e à natureza do mundo onde apreendeu aqueles termos. 

## Críticas ao argumento da Terra Gémea
Um grande número de filósofos têm argumentado que a 'água' para os dois, Oscar e Oscar Gêmeo, refere-se a qualquer coisa que seja suficientemente semelhante à da água (ou seja, extensão do termo inclui ambos: H2O e XYZ). Rejeitam, portanto, a afirmação de que "água" é um designador rígido referindo-se a H2O.
John Searle, por exemplo, argumenta em Intencionalidade: Um Ensaio de Filosofia da Mente que, uma vez que descobrimos que a nossa água é H2O, temos a escolha de redefini-la como H2O (uma clássica redefinição de redução) ou continuar a permitir que o termo água para se referir a qualquer coisa com as propriedades básicas de água (umidade, transparência, etc.) Searle sugere que, no exemplo da Terra Gêmea, a segunda escolha parece mais plausível, já que se a Terra Gêmea não tem água, então todos os seus produtos à base de água também serão diferente. Sorvetes gêmeos, por exemplo, serão constitucionalmente diferentes, mas ainda estaremos tentados a chamá-los de sorvete.
Searle considera este argumento suficiente para "resolver" o experimento de pensamento completamente, enquanto outros, como Donald Davidson sentem que variações sobre o experimento podem ser usadas para alcançar algumas das mesmas conclusões.
Avrum Stroll produziu, provavelmente, a crítica mais abrangente do programa de semântica de tipo natural (tanto de Putnam e de Kripke) em seu livro Rascunhos de paisagens. 
Putnam, que é bem conhecido para mudar suas posições filosóficas, critica esse seu experimento mais tarde na vida, porque é anti-funcionalista.